# Desenfocament gaussià

La diferència entre un desenfocament gaussià petit i gran

En el processament d'imatges, un desenfocament gaussià (també conegut com a suavització gaussiana) és el resultat del desenfocament d'una imatge mitjançant una funció gaussiana (anomenada així en honor al matemàtic i científic Carl Friedrich Gauss).
És un efecte molt utilitzat en programari de gràfics, normalment per reduir el soroll de la imatge i reduir els detalls. L'efecte visual d'aquesta tècnica de desenfocament és un desenfocament suau que s'assembla al de veure la imatge a través d'una pantalla translúcida, clarament diferent de l'efecte bokeh produït per una lent desenfocada o l'ombra d'un objecte sota la il·luminació habitual.
El suavitzat gaussià també s'utilitza com a fase de preprocessament en algorismes de visió per ordinador per millorar les estructures d'imatge a diferents escales; vegeu la representació de l'espai a escala i la implementació de l'espai a escala.

## Matemàtica

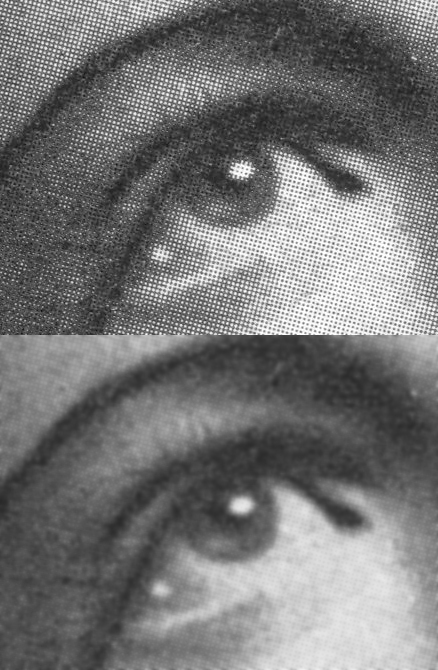
Una impressió de mitjans tons suau a través del borrós gaussià

Matemàticament, aplicar un desenfocament gaussià a una imatge és el mateix que convertir la imatge amb una funció gaussiana. Això també es coneix com a transformada de Weierstrass bidimensional. Per contra, la convolució d'un cercle (és a dir, un desenfocament de caixa circular) reproduiria amb més precisió l'efecte bokeh.
Com que la transformada de Fourier d'una gaussiana és una altra gaussiana, l'aplicació d'un desenfocament gaussià té l'efecte de reduir els components d'alta freqüència de la imatge; un desenfocament gaussià és, per tant, un filtre de pas baix.
El desenfocament gaussià és un tipus de filtre de desenfocament d'imatge que utilitza una funció gaussiana (que també expressa la distribució normal en estadístiques) per calcular la transformació que cal aplicar a cada píxel de la imatge. La fórmula d'una funció gaussiana en una dimensió és{\displaystyle G(x)={\frac {1}{\sqrt {2\pi \sigma ^{2}}}}e^{-{\frac {x^{2}}{2\sigma ^{2}}}}}En dues dimensions, és el producte de dues d'aquestes funcions gaussianes, una en cada dimensió:
{\displaystyle G(x,y)={\frac {1}{2\pi \sigma ^{2}}}e^{-{\frac {x^{2}+y^{2}}{2\sigma ^{2}}}}}on x és la distància des de l'origen en l'eix horitzontal, y és la distància des de l'origen en l'eix vertical i σ és la desviació estàndard de la distribució gaussiana. És important tenir en compte que l'origen d'aquests eixos es troba al centre (0, 0). Quan s'aplica en dues dimensions, aquesta fórmula produeix una superfície els contorns de la qual són cercles concèntrics amb una distribució gaussiana des del punt central.
Els valors d'aquesta distribució s'utilitzen per construir una matriu de convolució que s'aplica a la imatge original. Aquest procés de convolució s'il·lustra visualment a la figura de la dreta. El valor nou de cada píxel s'estableix en una mitjana ponderada del barri d'aquest píxel. El valor del píxel original rep el pes més gran (que té el valor gaussià més alt) i els píxels veïns reben pes més petits a mesura que augmenta la seva distància al píxel original. Això resulta en un desenfocament que conserva els límits i les vores millor que altres filtres de desenfocament més uniformes; vegeu també implementació d'espais a escala.

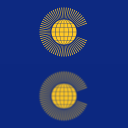
Dues imatges reduïdes de la bandera de la Mancomunitat de Nacions. Abans de reduir l'escala, es va aplicar un desenfocament gaussià a la imatge inferior però no a la imatge superior. El desenfocament fa que la imatge sigui menys nítida, però evita la formació d'artefactes d'àlies de patrons moiré.

En teoria, la funció gaussiana en cada punt de la imatge serà diferent de zero, el que significa que s'hauria d'incloure tota la imatge en els càlculs de cada píxel. A la pràctica, quan es calcula una aproximació discreta de la funció gaussiana, els píxels a una distància de més de 3 σ tenen una influència prou petita per ser considerats efectivament zero. Així, les contribucions dels píxels fora d'aquest rang es poden ignorar. Normalment, un programa de processament d'imatges només necessita calcular una matriu amb dimensions {\displaystyle \lceil 6\sigma \rceil } × {\displaystyle \lceil 6\sigma \rceil } (on {\displaystyle \lceil \cdot \rceil } és la funció de sostre) per assegurar un resultat prou proper a l'obtingut per tota la distribució gaussiana.
A més de ser circularment simètric, el desenfocament gaussià es pot aplicar a una imatge bidimensional com a dos càlculs unidimensionals independents, i per això s'anomena filtre separable. És a dir, l'efecte d'aplicar la matriu bidimensional també es pot aconseguir aplicant una sèrie de matrius gaussianes unidimensionals en direcció horitzontal, i després repetint el procés en direcció vertical. En termes computacionals, aquesta és una propietat útil, ja que el càlcul es pot realitzar en {\displaystyle O\left(w_{\text{kernel}}w_{\text{image}}h_{\text{image}}\right)+O\left(h_{\text{kernel}}w_{\text{image}}h_{\text{image}}\right)} temps (on h és l'alçada i w és l'amplada; vegeu la notació O gran), a diferència de {\displaystyle O\left(w_{\text{kernel}}h_{\text{kernel}}w_{\text{image}}h_{\text{image}}\right)} per a un nucli no separable.
Aplicar desenfocaments gaussians successius a una imatge té el mateix efecte que aplicar un únic desenfocament gaussià més gran, el radi del qual és l'arrel quadrada de la suma dels quadrats dels radis de desenfocament que es van aplicar realment. Per exemple, aplicar desenfocaments gaussians successius amb radis de 6 i 8 dona els mateixos resultats que aplicar un únic desenfocament gaussià de radi 10, ja que {\displaystyle {\sqrt {6^{2}+8^{2}}}=10}. A causa d'aquesta relació, el temps de processament no es pot estalviar simulant un desenfocament gaussià amb desenfocaments successius i més petits; el temps necessari serà almenys tan gran com realitzar el desenfocament gran únic.
El desenfocament gaussià s'utilitza habitualment quan es redueix la mida d'una imatge. Quan es redueix el mostreig d'una imatge, és habitual aplicar un filtre de pas baix a la imatge abans de tornar a mostrejar. Això és per garantir que la informació d'alta freqüència falsa no aparegui a la imatge reduïda (àlies). Els desenfocaments gaussians tenen propietats agradables, com ara no tenir vores nítides i, per tant, no introdueixen tons a la imatge filtrada.